# Raubgold
Als Raubgold oder auch Nazigold werden Wert- und Vermögensgegenstände bezeichnet, die von den Nationalsozialisten vor und während des Zweiten Weltkriegs in Deutschland selbst und im besetzten Ausland widerrechtlich von Privatpersonen und staatlichen Institutionen angeeignet wurden. Gemeint sind also nicht nur Gegenstände aus Gold. Das Raubgold stammt hauptsächlich aus geplünderten Goldreserven der Nationalbanken (wie Belgien) und von nie zurückbezahlten Zwangsanleihen (wie im Falle Griechenlands) sowie aus dem „arisierten“ Besitz von Personen, die deportiert oder in Konzentrationslagern eingesperrt und dort zum Großteil ermordet wurden. Die Gesamtmenge und der Verbleib des Raubgolds nach dem Zweiten Weltkrieg blieben bis heute weitgehend ungeklärt. Etwa zwei Drittel der geraubten Goldreserven konnten bis 1996 durch die damit beauftragte Tripartite Gold Commission an die Ursprungsländer zurückgegeben werden.

## Spekulationen

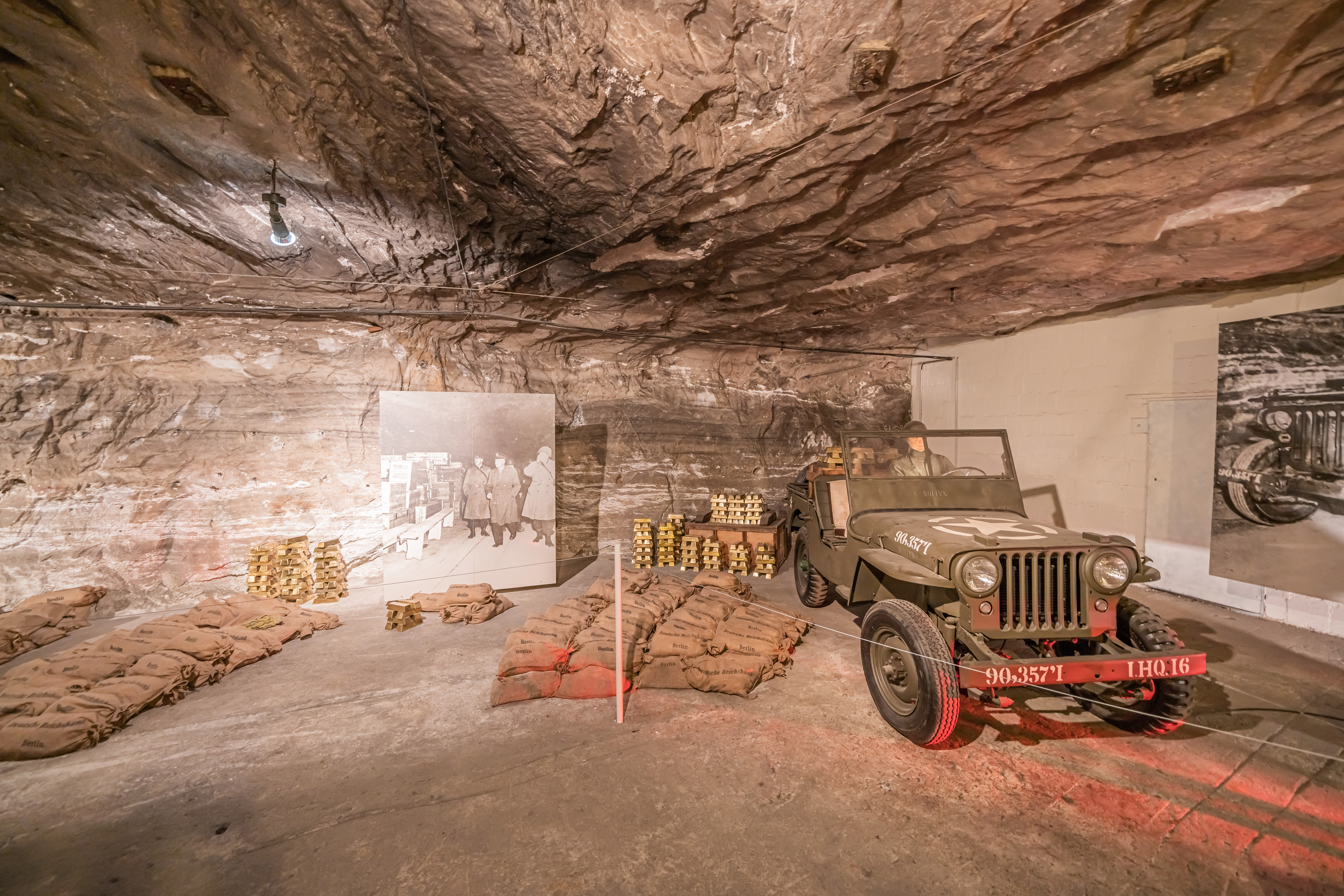
Nachstellung des „Goldraums“ im Bergwerk Merkers

Gegen Ende des Zweiten Weltkrieges und danach begann die Suche der Alliierten nach Raubkunst und anderen versteckten Werten. Im Frühjahr 1945 stellte die 3. US-Armee unter George S. Patton wahrscheinlich den Großteil des Golds der Reichsbank sicher: einige hundert Tonnen Gold zunächst in vermauerten Stollen der Kaligrube in Merkers/Thüringen, später auch in Verstecken in Bayern und in verschiedenen Filialen der Reichsbank. Rund sechs Tonnen Gold aus Fonds des Auswärtigen Amts, die in Österreich zunächst auf Schloss Fuschl angehäuft waren, wurden gegen Kriegsende in Bad Gastein und Hintersee versteckt und offenbar auch von Amerikanern gefunden. Viele Amerikaner bemühten sich allerdings nicht, sichergestellte Nazibeute den ursprünglichen Besitzern zurückzugeben, sondern bereicherten sich ähnlich wie einige Schatzverstecker und zufällige Zeugen. So erbrachte im Juni 1948 eine Versteigerung der Wertgegenstände aus ungarischem Regierungsbesitz vom „Goldzug“, den die US-Streitkräfte im Mai 1945 im Tauerntunnel beschlagnahmt hatten, nur 1,8 Mio. Dollar zugunsten jüdischer Flüchtlinge. Der Zug soll vor der Plünderung durch Bewacher und Bevölkerung Wertgegenstände (auch Raubgold) im Wert von rund 206 Mio. Dollar geladen haben. In Österreich florierte der illegale Goldhandel. Selbst der Verbleib der in Merkers gefundenen Werte ist nicht zur Gänze geklärt. Derartige lang nicht veröffentlichte Vorgänge begünstigten eine Legendenbildung. Spekulationen setzen bei heimlichen Goldvorräten der Reichsbank schon bei Kriegsbeginn an und weisen darauf hin, dass letzte Entnahmen im April 1945 nicht ordentlich verbucht wurden. Wenn zwischen der Kalimine in Merkers und dem Federal Exchange Deposit (FED) in Frankfurt trotz aller Überwachung wirklich ein Lastwagen abgezweigt wäre, ließe sich das nachweisen. Später lag die Verantwortung bei OMGUS, Treasury und Tripartite.
Nach Argentinien soll Raubgold selbst mit U-Booten gebracht worden sein. Tatsächlich waren zwei deutsche U-Boote Anfang Mai 1945 Richtung Argentinien geflohen und dort im Juli bzw. August angekommen. Prominente Nationalsozialisten oder Gold waren aber wohl nicht an Bord.
Dennoch flüchteten viele 1945 nach Argentinien und hatten dort große Geldsummen zur Verfügung. Beispielsweise Ante Pavelić, der kroatische Nazigünstling, oder der SS-Mann Johannes Bernhardt. Im Gegensatz zu diesen beiden hatte Hubert von Blücher, in dessen Garten in Garmisch-Partenkirchen Geld der Reichsbank vergraben war, in Argentinien nichts mehr, und konnte etwa im Gegensatz zu Adolf Eichmann nichts an Horst Carlos Fuldners Hilfsorganisation spenden. Gerüchten über Gold im Garten und Reichtum im Ausland hatte der notorische Hochstapler von Blücher nichts entgegenzusetzen als die Fotokopie einer Quittung über beschlagnahmte 404.840 Dollar und 405 Pfund Sterling.
Bis in die letzten Kriegsmonate hat die Reichsbank Raubgold veräußert, etwa an die Schweizerische Nationalbank. (Vergleiche den Artikel Bergier-Bericht) Trotz internationalem Boykott kam belgisches Gold, in der Reichsbank umgeschmolzen und auf 1938 rückdatiert, so als scheinbares Gold der Schweiz nach Spanien und Portugal.

## Begrifflichkeit der Schweizer Expertenkommission (1997)
Die Unabhängige Expertenkommission Schweiz – Zweiter Weltkrieg (kurz nach Jean-François Bergier Bergier-Kommission genannt) verwendete eine umfassendere Definition für „Raubgold“, und zwar „allgemein und übergreifend für jenes Gold, dessen sich das NS-Regime durch die auf den NS-Rassengesetzen beruhenden Vermögenskonfiskationen und seit dem Einsetzen der kriegerischen Expansion in weiten Teilen Europas bemächtigte“. Des Weiteren schlug sie folgende „Goldkategorien“ vor und verwendete sie in ihren Berichten:
- 1. Gold, das mit staatlichen Zwangsmitteln in die Gewalt der Reichsbank kam. Im Dritten Reich widmete sich eine ganze Anzahl von Organisationen und Verwaltungsstellen der Erfassung, Aneignung und Erpressung von Gold. Die Maßnahmen reichten von Steuergesetzen über Devisenbestimmungen bis hin zu kriegswirtschaftlichen Zwangsmaßnahmen. Vorbesitzer konnten demnach Deutsche jüdischer und nichtjüdischer Herkunft sowie andere in Deutschland enteignete Personen, Gruppen oder Einrichtungen sein.
- 2. Konfisziertes und geplündertes Gold: Darunter fallen einerseits die im Rahmen der NS-Rassengesetzgebung seit 1938 von der jüdischen Bevölkerung eingetriebenen Vermögenswerte in Deutschland und Österreich (Gold, Schmuck und andere Edelmetalle), anderseits die Beraubung von Einwohnern und Staatsbürgern der einverleibten und besetzten Gebiete durch staatliche Willkürakte oder individuelle Plünderungen. Das geplünderte Gold wurde entweder in die Reserven der Reichsbank transferiert, über Schwarzmärkte verwertet oder gehortet.
- 3. Opfergold: Es handelt sich um einen Sammelbegriff zur Bezeichnung von Goldvermögen, die das Regime ermordeten oder auch überlebenden Opfern der Konzentrations- und Vernichtungslager entwendete. „Konzentrations- und Vernichtungslager“ ist als Sammelbegriff zu verstehen, womit unter Opfergold Vermögenswerte aus unterschiedlichen Lagern und Ghettos in Osteuropa fallen. … Auch hier ist die Frage nach Unterschlagungen und Plünderungen durch am Vernichtungsprozess beteiligte Personen zu stellen.
- 4. Gold aus den Währungsreserven von Zentralbanken: Schon vor dem Krieg konnte sich das Dritte Reich durch territoriale Expansion Goldreserven anderer Staaten aneignen. In der Phase des Blitzkrieges im Frühjahr/Sommer 1940 gerieten große Goldbestände unter die Herrschaft des NS-Staates. Auch in den darauf folgenden Jahren der Besetzung durch die deutsche Wehrmacht hielt dieser Zustrom von Gold aus den Währungsreserven europäischer Zentralbanken bei der Reichsbank an.
  - Die drei letztgenannten Kategorien (2, 3, 4) werden hier übergreifend als „Raubgold“ bezeichnet. Davon unterschieden werden muss eine Kategorie nicht geraubten Goldes:
- 5. Gold aus Beständen, die vor 1933 in den Besitz der Reichsbank gelangten oder vor Kriegsausbruch in ordentlichen Transaktionen erworben wurden.

Damit beschrieb die Kommission zunächst die Herkunftsseite des Goldes und erst davon ausgehend die Verwendung des Edelmetalls. Sie machte es nicht allein an der Form (Münze, Barren, Zahngold etc.) fest. Die fünf genannten Formen des Nazigoldes haben zum Teil sehr verschiedene Wege und Funktionen im Nazisystem gehabt. Zum Beispiel als Goldfluss beim Freikauf von Häftlingen der SS oder beim Einkauf von Waffen-Rohstoffen durch den Staat. Bei dem weitgefassten Begriff Raubgold spielt eine Rolle, dass ab 1936 nur nationalsozialistische Parteigrößen und Behörden Gold besitzen durften (Goldverbot). Als Zahlungsmittel war Gold in der Not der Kriegs- und Nachkriegsjahre kaum geeignet. Auf dem Schwarzmarkt konnten alle möglichen Sachen als Wertträger getauscht werden.
Aber internationale Normen und Übereinkünfte schränken das Sachenrecht ein, sodass für fragwürdige Eigentumswechsel zwischen dem 30. Januar 1933 und dem 8. Mai 1945 später Rückerstattungen in Betracht kommen. Solches Eigentum heißt auch „Zahn- und anderes Opfergold“, soweit nicht die von der Tripartite umverteilen Goldreserven gemeint sind, hier pauschal Raubgold.

## SS-Raubgut in der Reichsbank

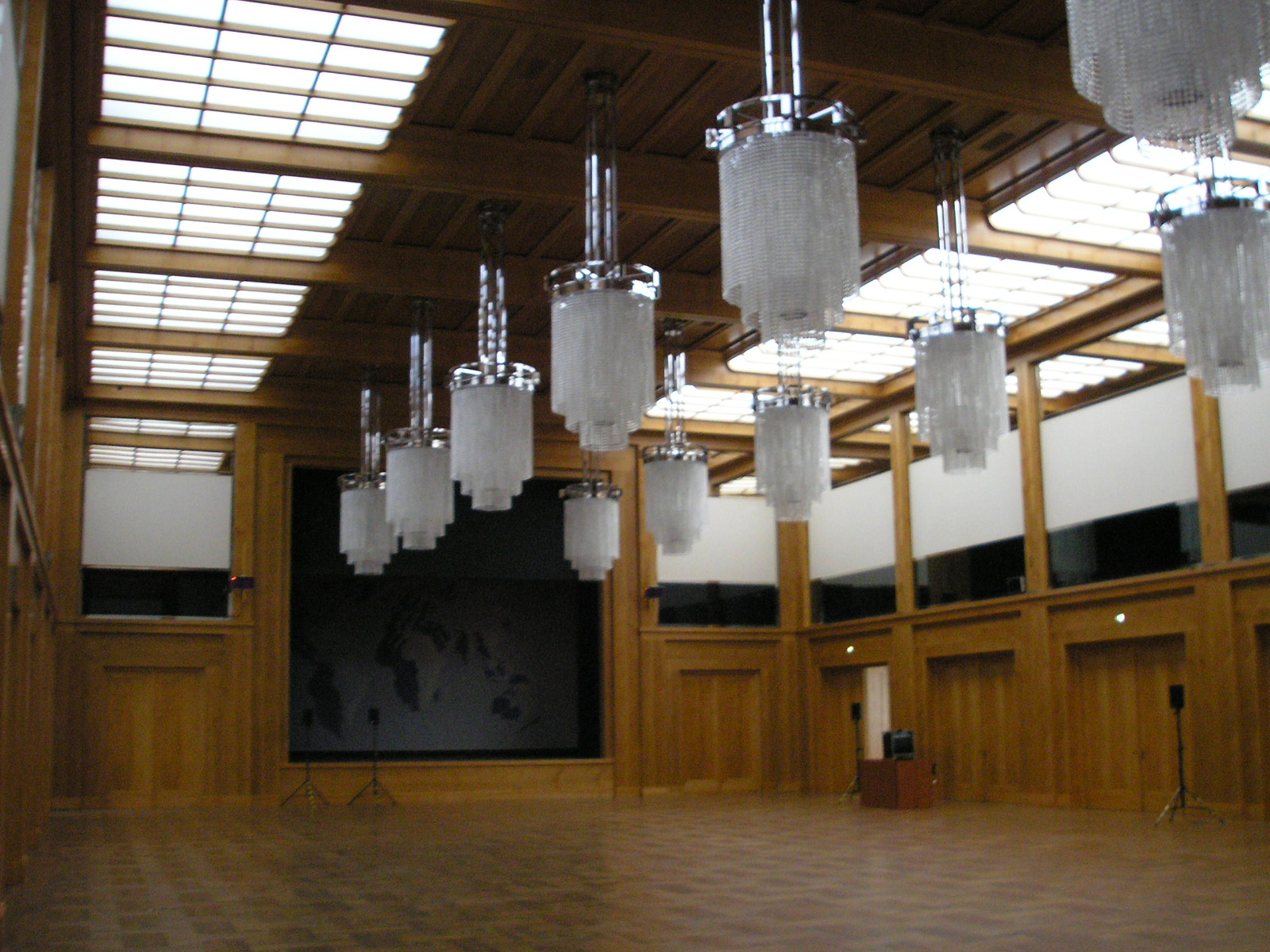
Saal der ehemaligen Hauptkasse der Reichsbank

Bei den in Merkers gefundenen Kunstwerken, Währungen, Währungsreserven, Gold und Geld – den ausgelagerten Kunstschätzen Berliner Museen, den offiziellen Währungsreserven des Deutschen Reichs, tausenden Goldbarren, hunderte Säcke mit Devisen aller Länder und ungezählte Goldmünzen – lag auch SS-Beute mit persönlichen Wertgegenständen in vielen Koffern.
Die nach dem SS-Hauptsturmführer Bruno Melmer genannten Melmer-Goldlieferungen von Barren und Münzen an die Reichsbank beliefen sich von Mai 1943 bis April 1945 mindestens auf einen Wert von 2,5 Mio. Dollar. Melmer soll nach Zeugenberichten in den Nürnberger Verfahren die Einlieferung der Wertgegenstände persönlich überwacht haben. Der in Reichsmark umgerechnete Wert wurde bei der Reichshauptkasse des Reichsfinanzministeriums einem Konto unter dem Pseudonym „Max Heiliger“ gutgeschrieben.
Andere Schätzungen gehen von einem Gegenwert bis zu 4 Mio. Dollar aus. Rechtlich relevant ist dabei die Tatsache, dass es sich nicht um ein Depot der SS bei der Bank, sondern um ein laufendes Konto der Bank handelte. Danach war dieses Gold Teil des internen und internationalen Zahlungsverkehrs der Reichsbank, der zu einem großen Teil (über 75 %) über die Schweizerische Nationalbank abgewickelt wurde. Der Reichsführung-SS war dann der Wert der Einlieferungen gutzuschreiben. Wann und bei wem und ob konkret diese Goldbarren durch die Reichsbank in Zahlung gegeben und genommen worden sind, ist damit nicht gesagt.

## SS-Gold-Transfers aus der Krankenmord-Aktion T4
Friedrich Lorent war Leiter der Hauptwirtschaftabteilung der Zentraldienststelle T4. Brack veranlasste ihn um die Jahreswende 1941/42 von der Gemeinnützigen Stiftung für Anstaltspflege – ebenfalls eine Tarnorganisation der Zentraldienststelle aber mit dem Schwerpunkt Personalangelegenheiten – zu dieser zu wechseln. Hinter der Zentraldienststelle T4 stand die Kanzlei des Führers, die jedoch ebenso wenig wie das gleichfalls involvierte Reichsministerium des Innern mit dem Krankenmordprogramm in Verbindung gebracht werden wollte. In der Zentraldienststelle wurde er Leiter der Hauptwirtschaftsabteilung und damit Nachfolger von Fritz Schmiedel. Zu den Aufgaben dieser Abteilung zählten die Finanzen und die Revision, die Besoldung des T4-Personals und das Beschaffungswesen einschließlich des Gases und Gifte (Arzneimitteln wie Morphin und Luminal). Die Verwertung der Schmucksachen und des Zahngoldes der Opfer war ein Teil des Aufgabengebiets.
Da nach Beendigung der ersten Phase der Aktion T4 im August 1941 ein Großteil des Personals frei wurde und im Rahmen der Aktion Reinhard bei der Vernichtung der polnischen Juden eingesetzt wurde, gehörte zu Lorents Obliegenheiten auch die Vereinnahmung der bei dieser Aktion angefallenen Wertsachen der Opfer wie Schmuck, Devisen, Gold und insbesondere des Zahngoldes. Dieses wurde im Kriminaltechnischen Institut des Reichssicherheitshauptamtes aufbereitet und dann an die Degussa verkauft.

## Künstlerische Rezeption
- Johannes Angerbauer-Goldhoff bemalte in einer angekündigten Kunstaktion ZAHN-GOLD-ZEIT-GOLD am 25. Mai 1990 die Plastik Der straßenwaschende Jude beim Mahnmal gegen Krieg und Faschismus vom Bildhauer Alfred Hrdlicka in Wien mit Goldfarbe.

- Gunter Demnig hat am 16. Dezember 1992 initiiert, dass vor letzten frei gewählten Wohnhäusern der Opfer kleine Gedenktafeln mit ihren Namen ins Pflaster eingelassen sind, seine mittlerweile rund 100.000 Stolpersteine. Das Material Messing erinnert auch hier an die Farbe von Raubgold. Ziel ist, die Namen der Opfer zurück an die Orte ihres Lebens zu bringen.

- Han van Meegeren malte mit alten Materialien kunstfertig Christus und die Ehebrecherin im monumentalen Stil des Nationalsozialismus, signierte als Johannes Vermeer und wurde in Hermann Görings Schloss Carinhall ausgestellt, bevor seine Fälschung über das Salzbergwerk Altaussee und den Central Collecting Point München vor niederländische Gerichte kam, wo van Meegeren zwar als Fälscher verurteilt, aber gleichzeitig zum Volkshelden wurde.

## Film
- Oliver Merz, Regie: Blutige Beute, TV-Dokumentation, Deutschland, 1998.[16] (Der Film geht der Frage nach, was aus dem Gold geworden ist, das den vor allem in Auschwitz ermordeten Juden beispielsweise als Zahngold oder Schmuck, ebenso wie generell Vermögen, geraubt wurde. Vergleiche zum Weg des Goldes den Artikel über den SS-Bankfachmann Bruno Melmer.)